# الجزر الإيولية
الجزر الإيولية أو جُزُرُ الخَلِيَّةِ أو جُزُرُ الخَالِيَةِ أو جزر ليباري (بالإيطالية: Isole Eolie)‏ وهي أرخبيل بركاني في البحر التيراني شمال صقلية، وسميت تيمناً بإله الرياح أيولوس. يعرف سكان الجزر بالإيوليين. الجزر الإيولية هي مقصد سياحي شهير في فصل الصيف وتستقطب ما يصل إلى 200,000 زائر سنوياً.

## معرض صور

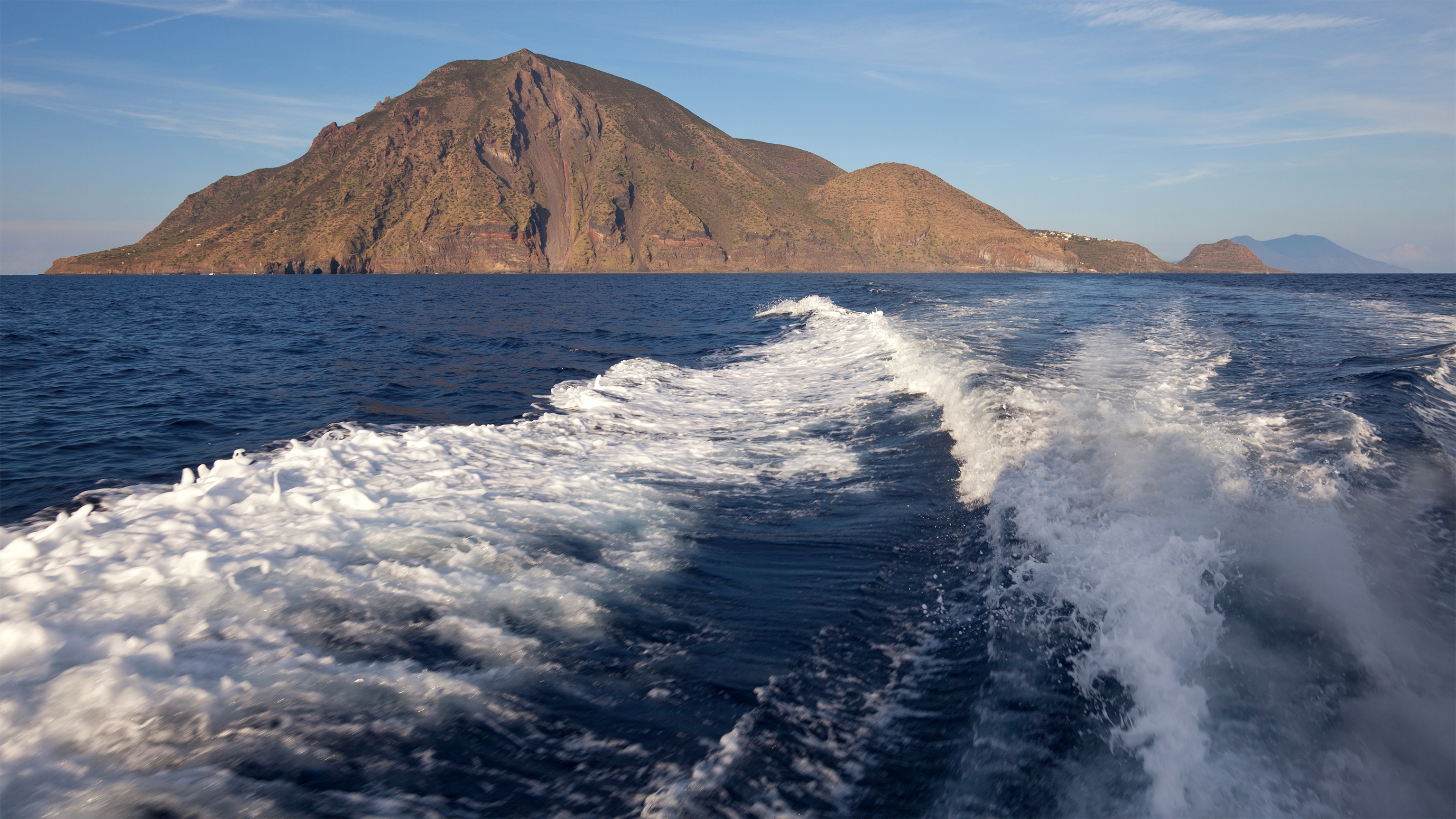
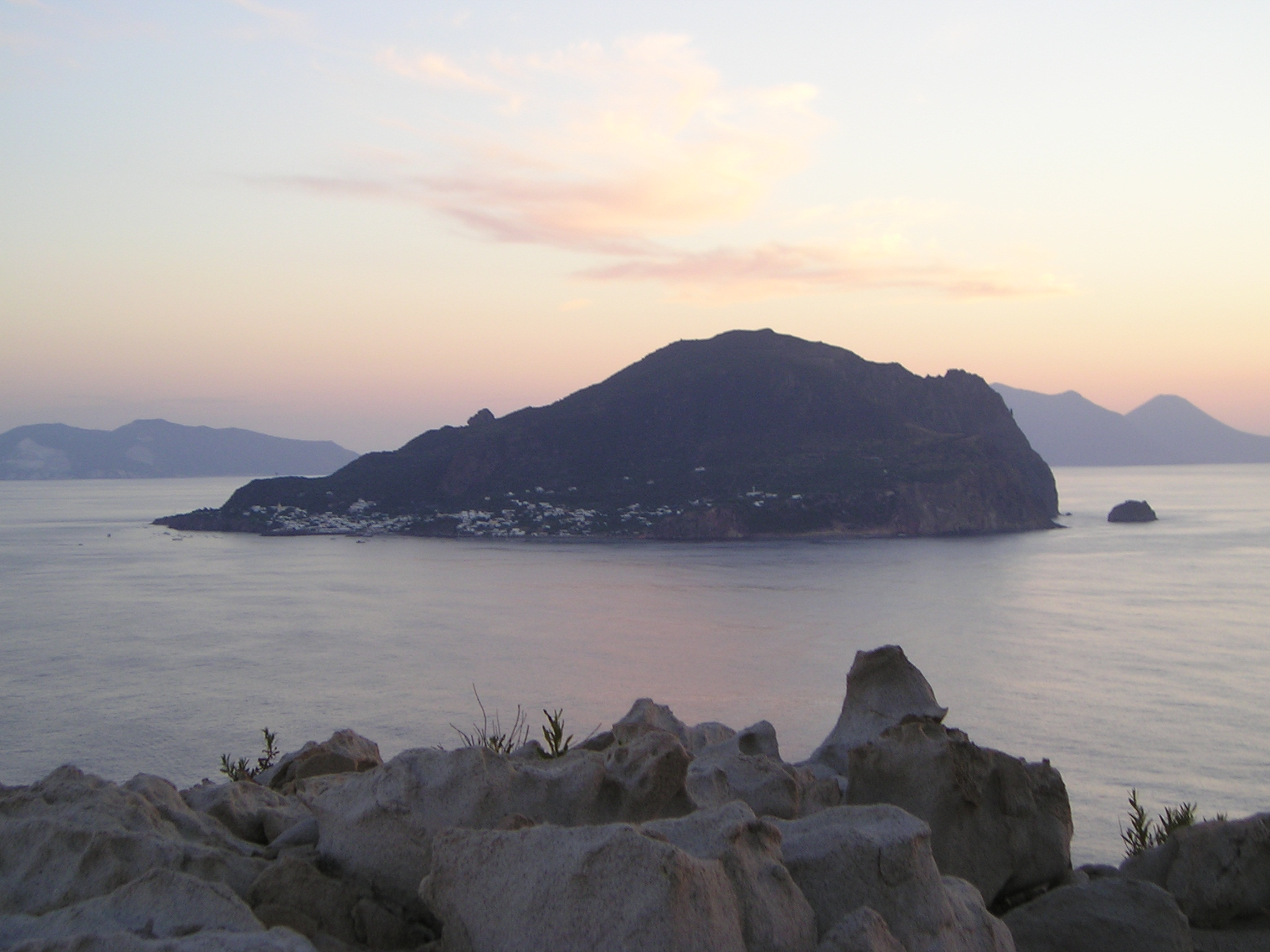
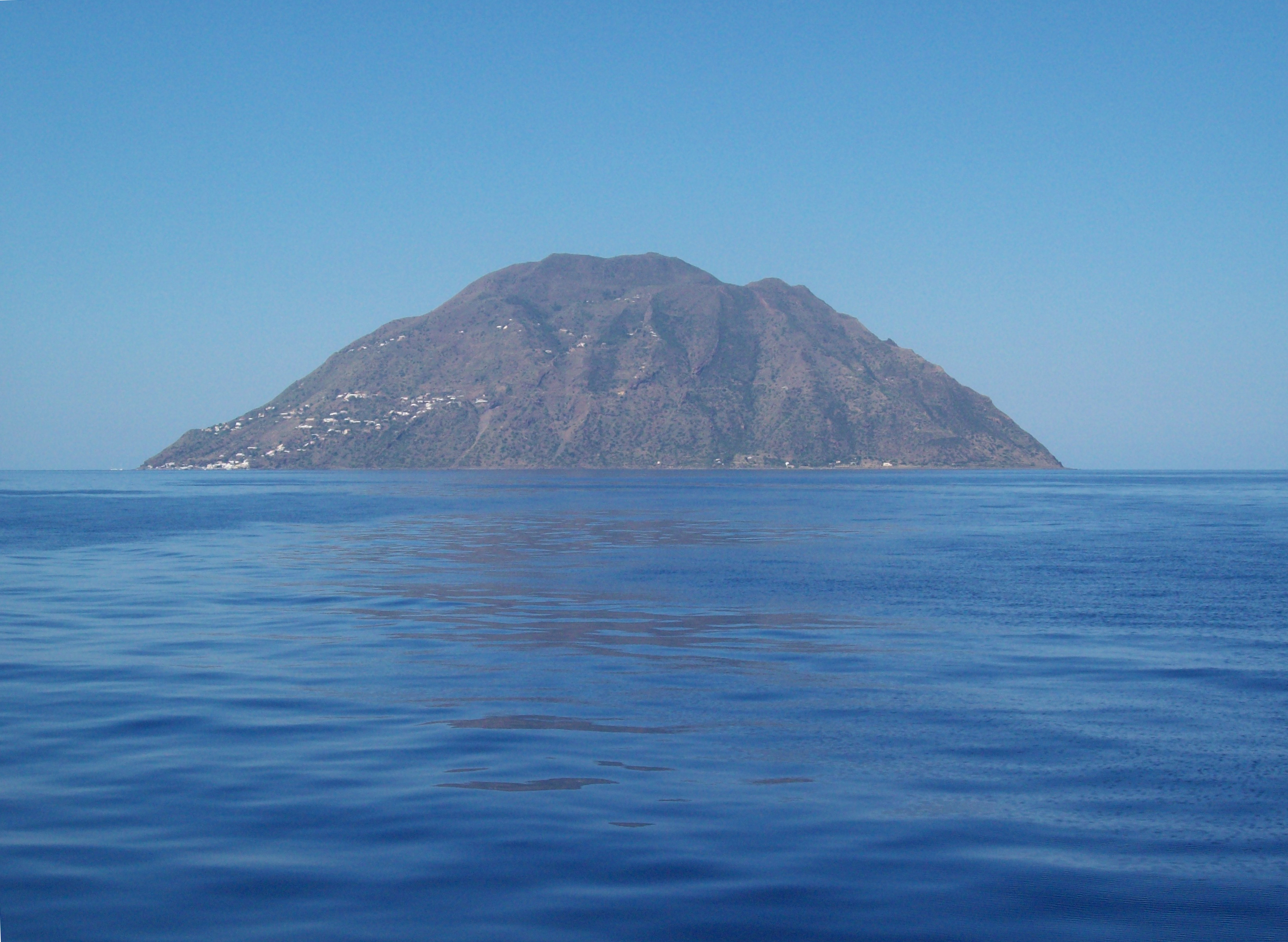
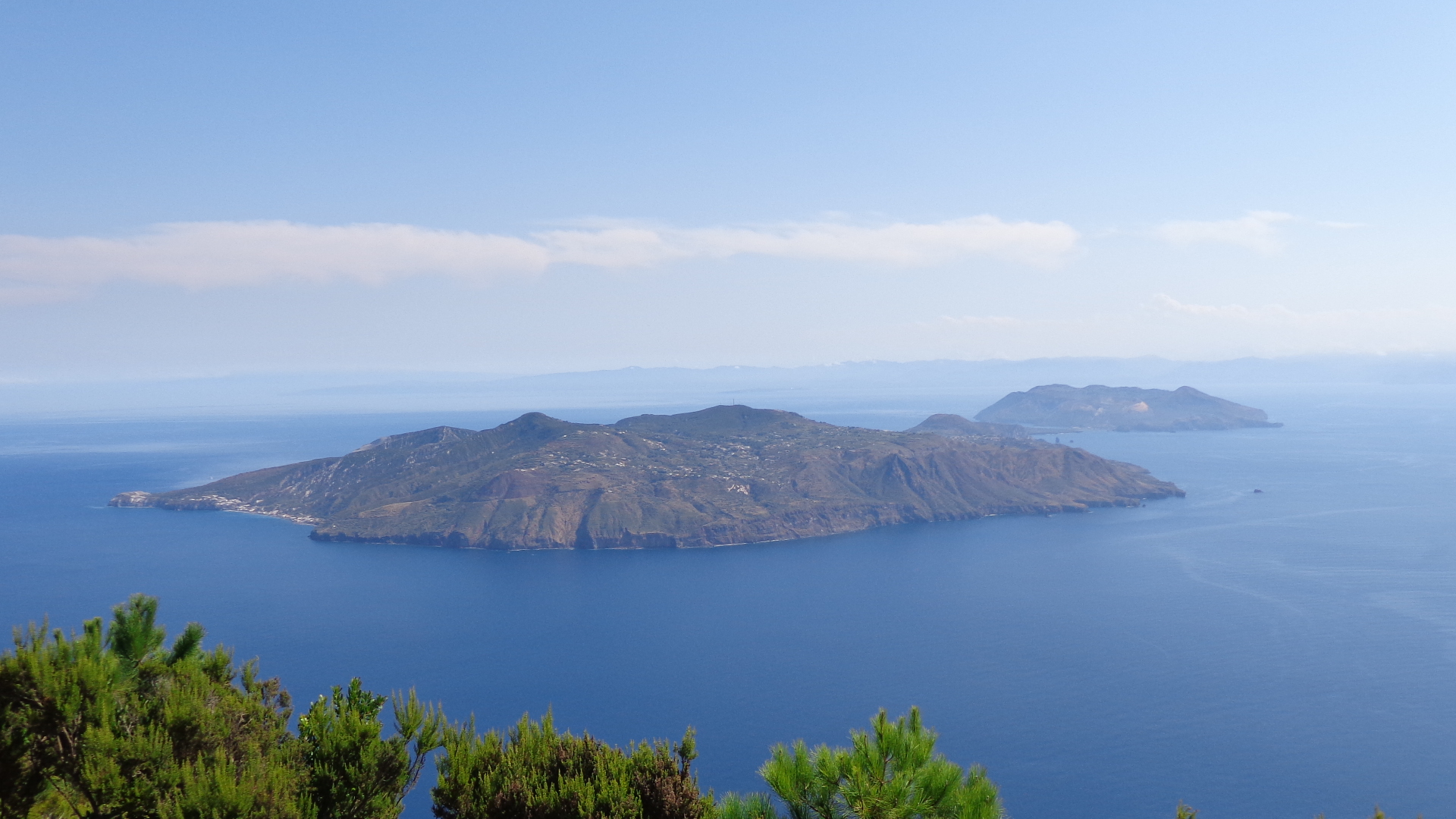